# Franz von Pillersdorf
El Barón Franz Xaver von Pillersdorf (1 de marzo de 1786 - 22 de febrero de 1862) fue un hombre de estado austriaco.

## Biografía
Nacido en Brno como el hijo de un juez, Pillersdorf después de una educación en derecho en Viena en 1805 inició su carrera de servicio público en Galicia. En 1807, retornó a Viena como asistente del consejero de la corte Barón von Baldacci. Esto lo puso en el centro de la acción cuando estalló la guerra con Napoleón. En la desventajosa paz según el Tratado de Schönbrunn de 1809 que siguió, el ministro de exteriores austriaco Johann Philipp von Stadion tuvo que dimitir y fue formado un nuevo ministerio, con el Príncipe Metternich a la cabeza. Baldacci se trasladó a la periferia del poder, pero Pillersdorff avanzó como secretario de la corte y después se convirtió en canciller de la corte. Aquí, Pillersdorff tuvo una amplia oportunidad de familiarizarse con el gran desorden en la operación del estado austriaco, y cuán necesaria era la reforma, pero excepcionalmente difícil de implementar. 
Los eventos de 1812-1815 aumentaron el clima político opresivo todavía más. Baldacci fue nombrado ministro del ejército y encabezó la administración de las zonas ocupadas en Francia, y Pillersdorf fue puesto a su lado. La estancia de Pillersdorf en Francia y los viajes al Reino Unido le dieron la oportunidad de hacer estudios comparativos y pensar en cómo la gente podía empezar a participar en la elaboración de leyes y en el gobierno de Austria también. Pero el tiempo no era de cambios en Austria, ya que el emperador Francisco I mantenía las riendas del poder firmemente para él.
Después de las guerras napoleónicas, las finanzas austriacas requirieron urgente atención. El papel moneda emitido alcanzaba los 700 millones de florines, pero una porción de este desapareció de circulación y fue remplazado por especies. Para 1830, existía la perspectiva de un superávit en la tesorería. Esta situación puso en primer plano la cuestión de si el gobierno debía ser representativo, pues para mantener el orden financiero conseguido parcialmente se necesitaba la participación del público en la gestión financiera, así como la confianza de que los ministerios no sobrepasarían sus presupuestos. El futuro de Austria residía en la solución de esta cuestión, ya que el elemento financiero comprendía muchos más importantes asuntos. Pero los cercanos al trono no querían ver la solución a la cuestión financiera convertida en una cuestión de constitución, aunque fuera su esencia.
La Revolución de Julio de 1830 francesa elevó la tensión en las varias clases de la población. En 1832, Pillersdorf, quien pensaba que el conflicto con el nuevo gobierno en Francia no debía frustrar los intentos de ordenar las finanzas de Austria, fue alejado de las finanzas y trasladado a la cancillería, donde se convirtió en consejero privado (Geheimrat). Un nuevo campo se abrió ante él donde ninguna mano diestra había actuado desde el reinado del emperador José II. Se debía arrancar todo tipo de malas hierbas, y eliminar los obstáculos, con el propósito de crear una base para el bienestar público que hasta entonces no se había permitido desarrollar. Con la tozudez que se mantenía el orden establecido, el descontento público se hizo mayor. Incluso los patriotas encaraban con nostalgia la tormenta que se alzó con la Monarquía de Julio francesa y se desató sobre Austria.
En las Revoluciones de 1848, el frágil gobierno colapsó. El 13 de marzo, el príncipe Metternich dimitió. Pillersdorf fue designado ministro del Interior bajo el gobierno del conde Kolowrat el 20 de marzo, y presentó la Constitución de Pillersdorf el 25 de abril. Fue elegido Ministro-Presidente el 4 de mayo. Si tuvo esperanzas por un momento de ser capaz de calmar y gradualmente reorganizar el gobierno, todo conspiró contra sus honestas intenciones —confusión en Lombardía y Hungría, disturbios en Viena, y las relaciones con los estados de la Confederación Germánica—. La inesperada huida del emperador Fernando I convirtió en cuestión de honor para el primer ministro no dimitir, y Pillersdorf permaneció fiel a su puesto. Se mantuvo firme en la concesiones hechas por la corona, pero la resistencia que ofreció a las nuevas demandas que surgían fue demasiado débil. Evitó la convocatoria de las fuentes de influencia del gobierno. Mientras tanto, los asuntos públicos alcanzaron tal confusión y desorden, y Pillersdorf mostró ser incapaz de manejarlos y crear orden, que finalmente dimitió el 8 de julio. 
Pillersdorf fue entonces elegido como diputado en la asamblea del Reichstag de Viena constituida el 22 de julio. Aquí, tomó su lugar en el centro-derecha con los hombres que sinceramente querían apoyar al nuevo gobierno. Nunca votó en contra del gobierno. Cuando el Reichstag de Kroměříž fue disuelto en 1849, la actividad ministerial de Pillersdorf así como su comportamiento durante los días de septiembre que llevaron a la insurrección vienesa se convirtieron en objeto de una investigación disciplinaria. Estos procedimientos debieron ser excepcionalmente dolorosos para Pillersdorf, cuyos esfuerzos durante su carrera se dirigieron, como dijo él mismo, hacia "reforzar el poder y prestigio del gobierno e infundir confianza en él evitando motivos de insatisfacción mediante sugerencias de reformas pacíficas."
Pillersdorf entró en un profundo aislamiento. Su suerte fue estar "no entre los que habían sido juzgados, sino entre los que habían sido avergonzados." Pero sus conciudadanos buscaron curar esas heridas: cuando el gobierno constitucional regresó a Austria en 1861, lo llamaron con confianza al recién establecido Reichsrat. El anciano, que había llegado al final de sus días, asumió el mandato con alegría y cumplió con rectitud las funciones de su cargo como jefe del comité de finanzas hasta su muerte al año siguiente.

## Honores
- Orden de San Esteban de Hungría